# Ambasada Austrii w Warszawie

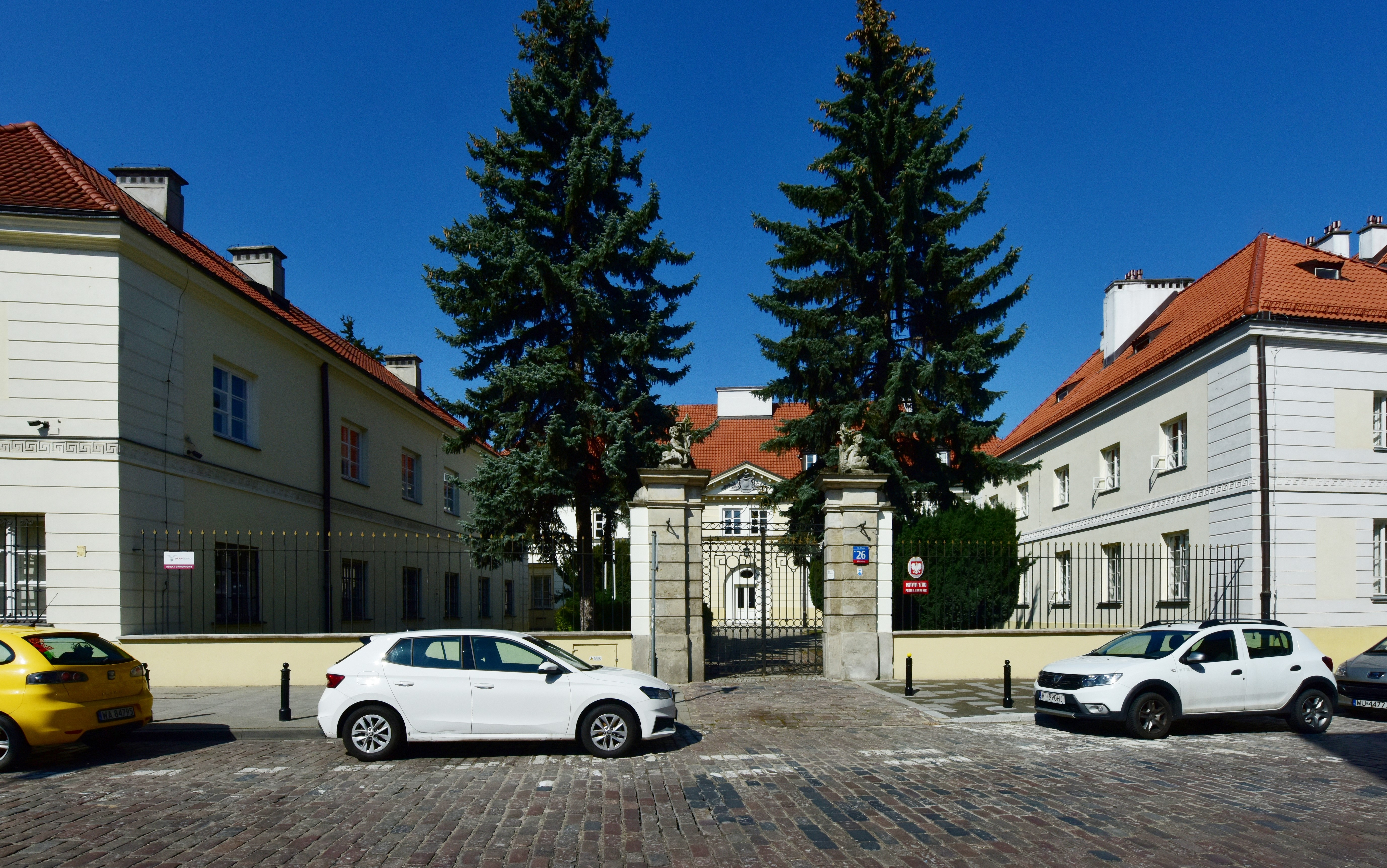
Pałac Marii Radziwiłłowej, siedziba Poselstwa Austrii (1922)

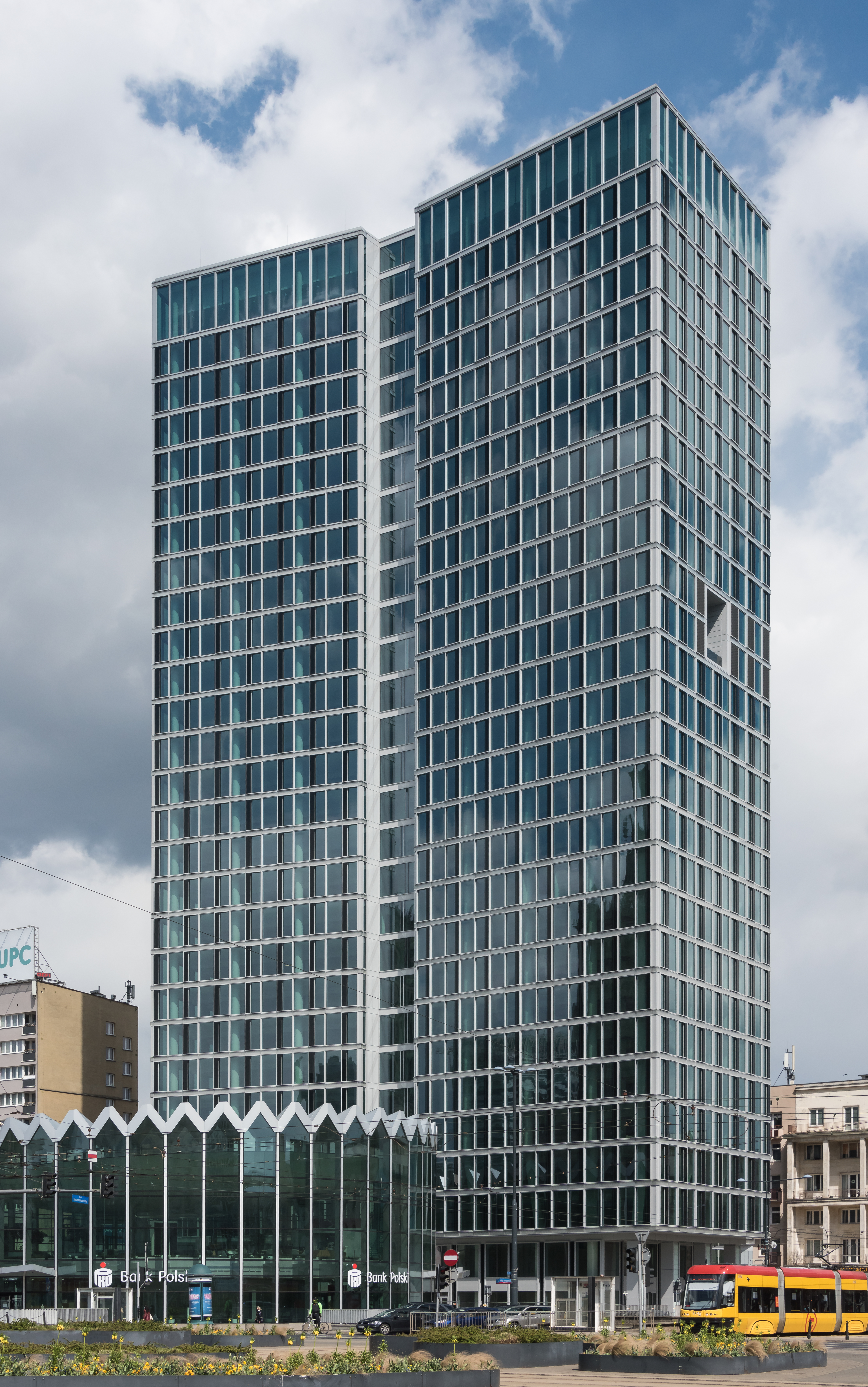
Siedziba Wydziałów - Handlowego i Promocji Ambasady Austrii/Advantage Austria w al. Jerozolimskich 44 (2022-)

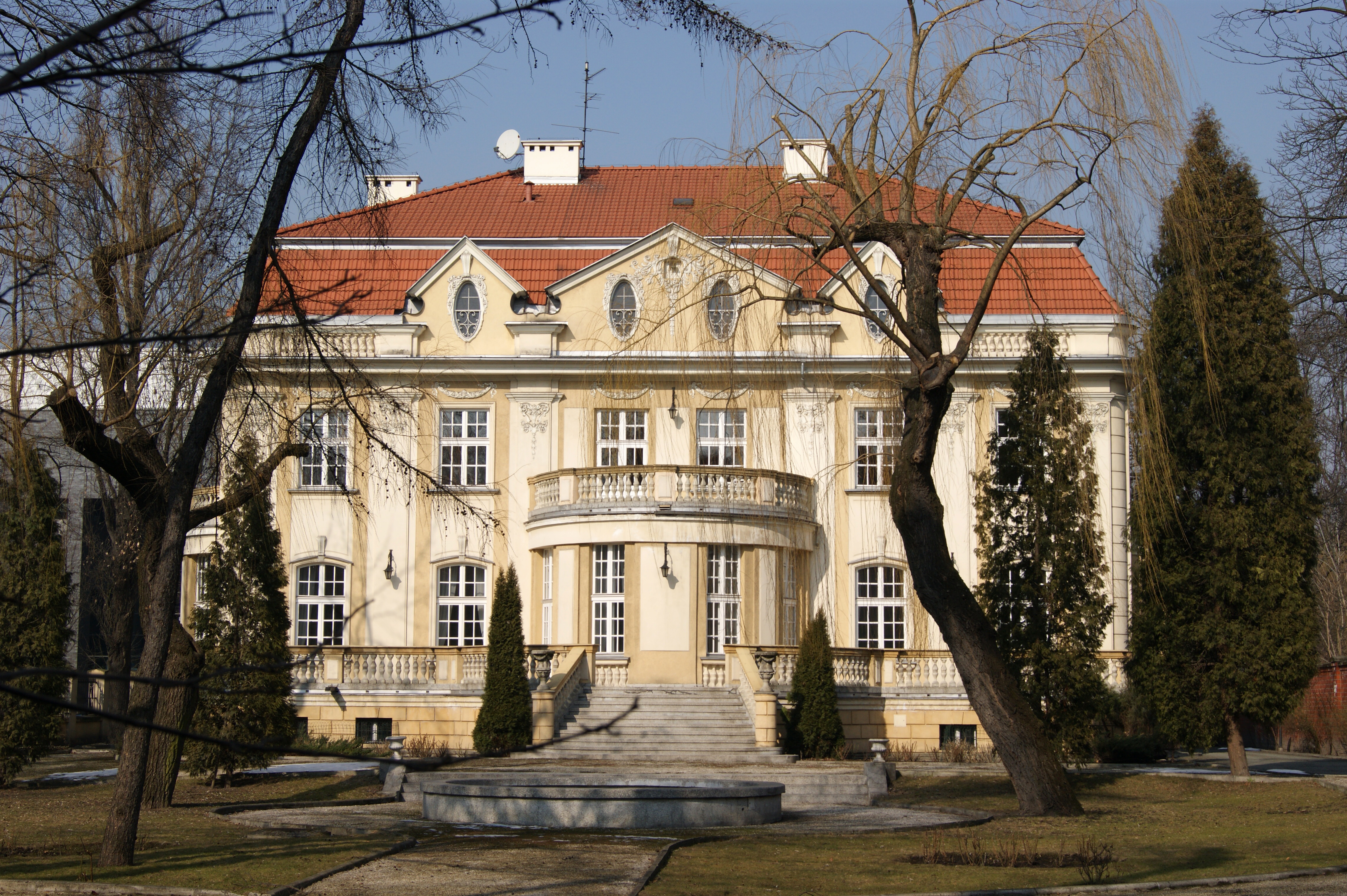
Siedziba Austriackiego Forum Kultury w Krakowie w willi Marii Lewalskiej przy ul. Krupniczej

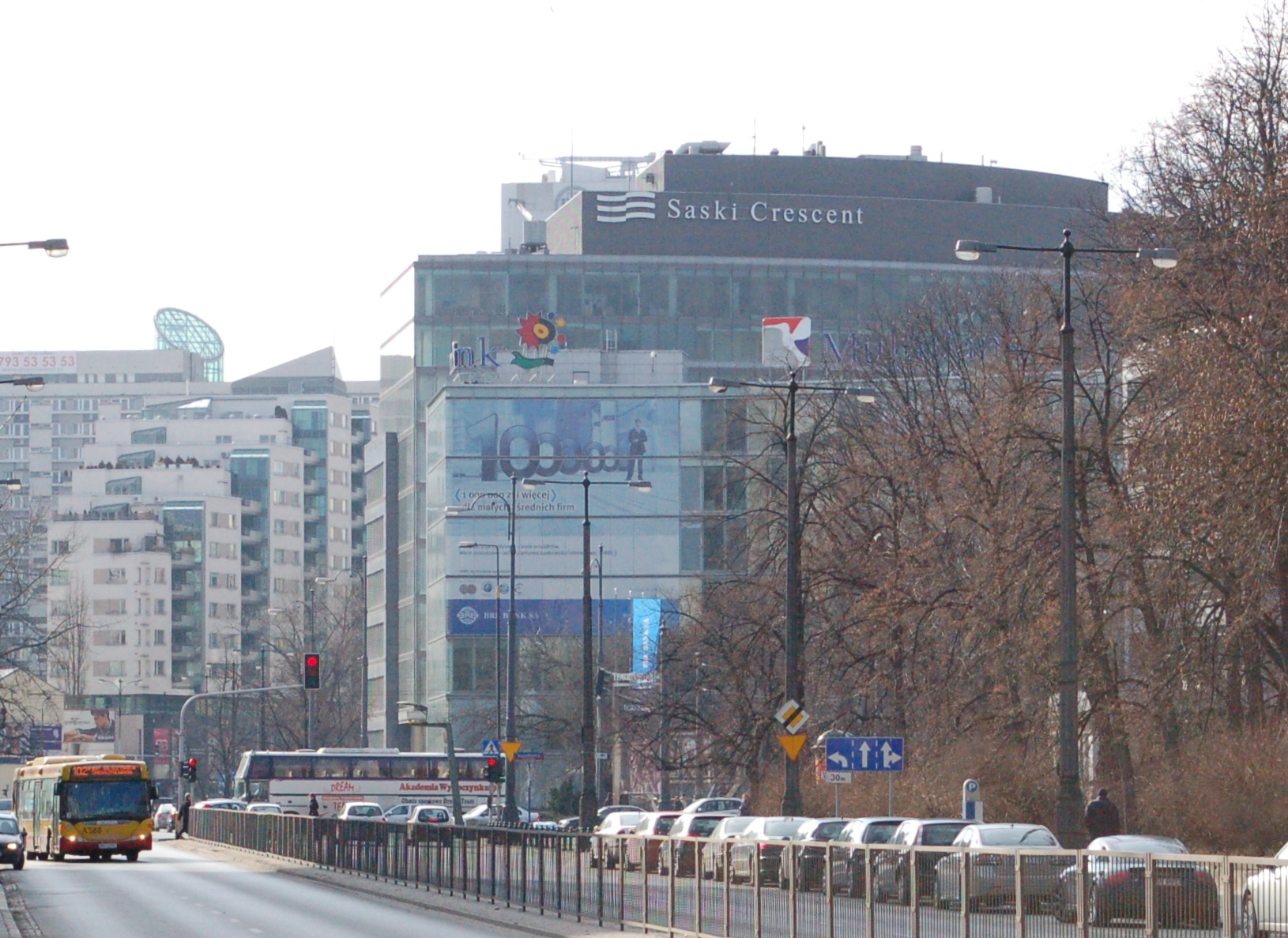
Dawna siedziba Wydziału Handlowego Ambasady Austrii/Advantage Austria przy ul. Królewskiej (2011-2021)

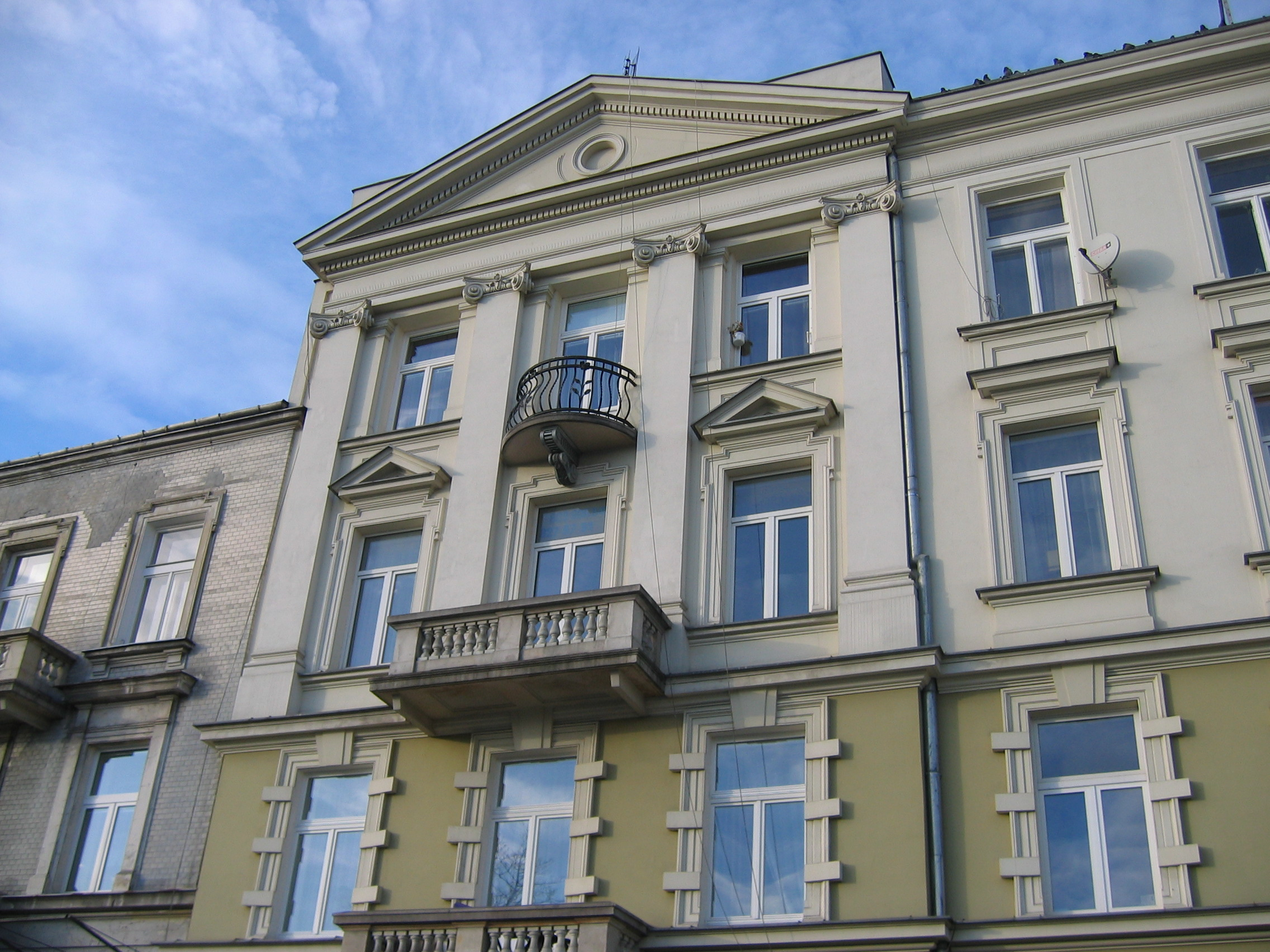
Jedna z kamienic Branickich przy ul. Smolnej 34, m.in. b. siedziba wydziału handlowego Ambasady Austrii (1964)

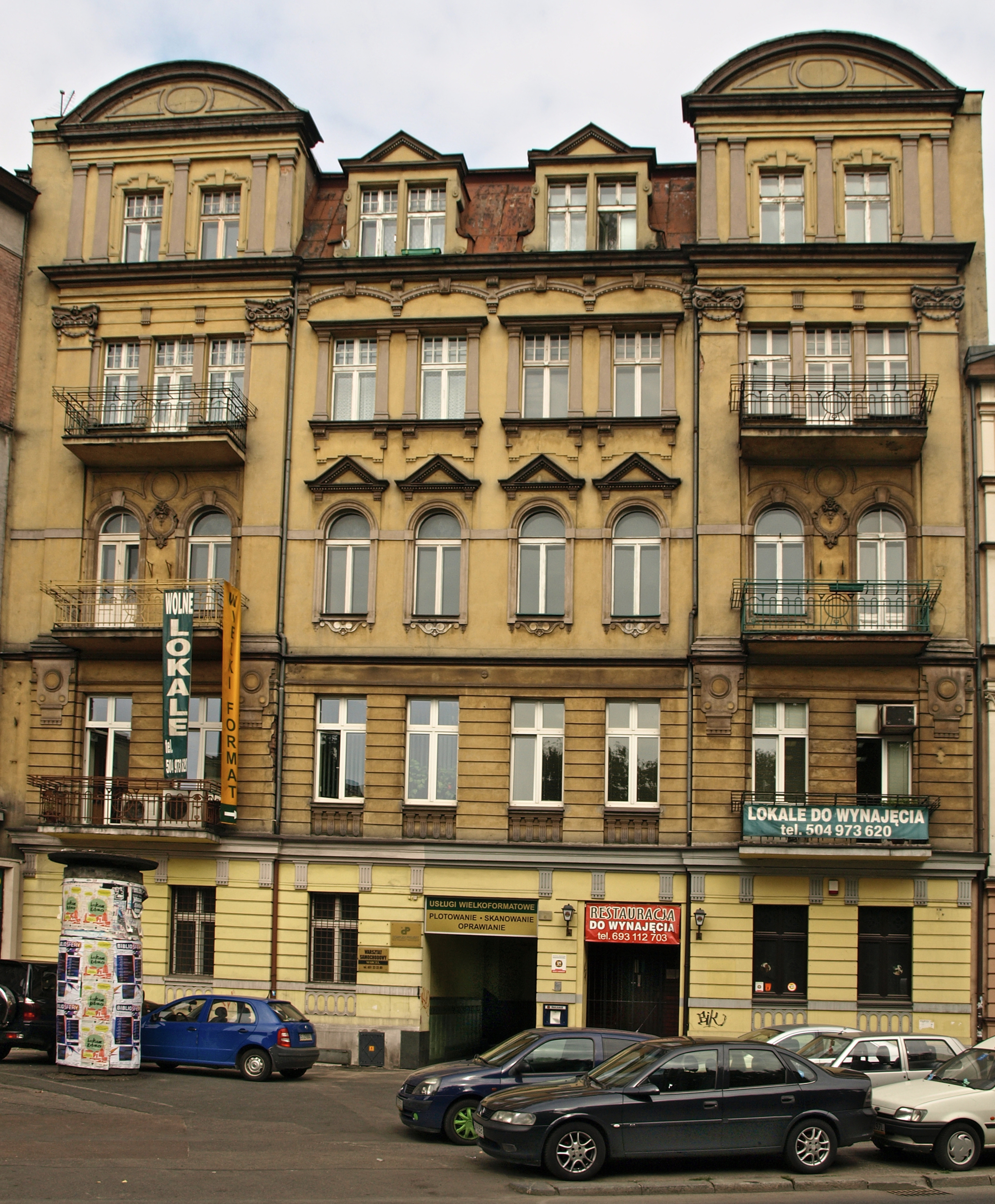
Dawna siedziba agencji konsularnej Austrii w Katowicach przy pl. Wolności 6 (1927-)

Ambasada Austrii w Warszawie (niem. Österreichische Botschaft in Polen) – austriacka placówka dyplomatyczna znajdująca się w Warszawie przy ul. Gagarina 34.

## Podział organizacyjny
W skład przedstawicielstwa wchodzą też:
- Wydział Handlowy Ambasady Austrii, Advantage Austria (niem. Österreichische Aussenhandelsstelle), Al. Jerozolimskie 44
  - Advantage Austria (niem. Österreichische Aussenhandelsstelle) w Krakowie, ul. św. Tomasza 34
  - Wifi Polska[3] w Poznaniu, ul. Rubież 46, bud. C3
- Wydział Promocji Ambasady Austrii, Narodowe Biuro Promocji Austrii, Austria Info Sp. z o.o.[4], Al. Jerozolimskie 44
- Austriackie Forum Kultury w Warszawie (niem. Österreichisches Kulturforum Warschau), ul. Próżna 7-9[5]
- Instytut Austriacki w Warszawie (niem. Österreich Institut Warschau), ul. Zielna 37
- Instytut Austriacki w Krakowie (niem. Österreich Institut Krakau), ul. Napoleona Cybulskiego 9
- Instytut Austriacki we Wrocławiu (niem. Österreich Institut Breslau), pl. Solny 14
- Biuro Miasta Wiednia w Krakowie, ul. Mikołajska 4[6]

## Siedziba

### W okresie międzywojennym
Stosunki dyplomatyczne pomiędzy obydwoma krajami podjęto w 1918. W 1921 rangę dotychczasowych przedstawicielstw podniesiono do szczebla poselstw, które w Warszawie funkcjonowało m.in. w pałacu Marii Radziwiłłowej przy ul. Długiej 26 (1922), następnie w kamienicy Kazimierza Granzowa z 1880 (proj. Witold Lanci) przy ul. Królewskiej 16, kamienicę zburzono w 1963 (1923), w kamienicy barona Bronisława Lessera z ok. 1898 (proj. Stefan Szyller) przy ul. Koszykowej 11 b/13, róg ul. Służewskiej 8 (1923–1938), w 1944 kamienicę zburzono.
W okresie wojny polsko-bolszewickiej, w sytuacji zagrożenia zajęcia Warszawy, personel poselstwa był ewakuowany okresowo (od początku sierpnia 1920) do Poznania.
Funkcjonowały też placówki konsularne:
- Katowicach (agencja konsularna w latach 1925–1933): przy pl. Wolności 6 (1927–), ul. Zamkowej 3 (–1933), ul. 3 Maja 17 (1933), ul. Powstańców 44 (1933–1938)[9],
- Lwowie (1923–1924)[10],

### Po II wojnie światowej
Po II wojnie światowej stosunki dyplomatyczne reaktywowano w 1946, początkowo na szczebli misji politycznych. Przedstawiciel Austrii rozpoczął swoje urzędowanie w Warszawie w 1946 z lokalizacją misji w hotelu Polonia w Al. Jerozolimskich 5, obecnie 45. Następnie misję przekształcono w przedstawicielstwo polityczne (1946) z siedzibą przy ul. Willowej 2 (1948–1957). Nadano mu rangę poselstwa, lokując też w hotelu Bristol przy ul. Krakowskie Przedmieście 42-44 (1954). W 1958 ponownie podniesiono rangę do ambasady – lokalizując ją przy ul. Bończa 8 (1958–1964), którą przeistoczono w ul. Gagarina 8 (1963–1971), a następnie po wybudowaniu obecnej siedziby – przy ul. Gagarina 34 (1972-).
Swoją siedzibę wielokrotnie zmieniał wydział handlowy: m.in. mieścił się w hotelu Polonia w Al. Jerozolimskich 5, następnie 45 (1948-1951), ul. Rakowieckiej 39a (1955-1957), ul. Smolnej 34 (1964), w kamienicy Władysława Ławrynowicza/Portera w Al. Ujazdowskich 22 (1990–1993), przy ul. Idzikowskiego 7-9 (1996–2004), przy ul. Królewskiej 16 (2011–2021), obecnie w Al. Jerozolimskich 44 (2022-); w Krakowie przy ul. Zwierzynieckiej 29, obecnie przy ul. św. Tomasza 34 (2014). 
Od 1994 działa w Polsce Narodowe Biuro Promocji Austrii, np. przy ul. Królewskiej 16 (2011–2021), obecnie w Al. Jerozolimskich 44 (2022-).
W 1965 powołano w Warszawie Czytelnię Austriacką (Österreichische Lesesaal) z siedzibą przy ul. Próżnej 8 (1966–), w 1973 przekształcając w Austriacki Instytut Kultury (Österreichisches Kulturinstitut), w 1997 zmieniając jego nazwę na Instytut Austriacki (Österreich Institut) obecnie przy ul. Zielnej 37 (2003-); w 2001 dokonując restrukturyzacji przez wydzielenie z dotychczasowego instytutu, któremu pozostawiono działalność edukacyjną, nowej instytucji zajmującej się jedynie promocją kultury austriackiej - Austriackiego Forum Kultury (Österreichisches Kulturforum), początkowo przy ul. Próżnej 8, współcześnie przy ul. Próżnej 7/9 (2013-). 
Po przemianach ustrojowych funkcjonował też Austriacki Konsulat Generalny w Krakowie (niem. Österreichisches Generalkonsulat Krakau), z siedzibą w Willi Lewalskich z 1925 przy ul. Napoleona Cybulskiego 9 (1990–2013). W 2019 przywrócono konsulat generalny tym razem lokując go przy ul. Krupniczej 42.
Rezydencję ambasadora umieszczono przy ul. Willowej 3 (1948-2006).